# Ethan Ross (Fußballspieler, 2001)
Ethan Ross (* 15. August 2001 in Inverurie) ist ein schottischer Fußballspieler, der beim FC Falkirk unter Vertrag steht.

## Karriere

### Verein
Ethan Ross kam als Zehnjähriger zum FC Aberdeen. Für die Profimannschaft des Vereins debütierte er am 29. Januar 2019 im Wiederholungsspiel der 4. Runde im schottischen Pokal. Gegen den FC Stenhousemuir wurde er in der 87. Minute für Scott Wright eingewechselt. Im März 2019 spielte er erstmals in der Scottish Premiership. Im Auswärtsspiel bei Celtic Glasgow wurde er kurz vor Spielende eingewechselt.
Im Januar 2020 wurde Ross an den schottischen Zweitligisten Dunfermline Athletic verliehen.

### Nationalmannschaft
Ethan Ross debütierte für Schottland in der U-17-Nationalmannschaft im Jahr 2017 gegen England bei einer 1:2-Niederlage. In seinem zweiten von insgesamt acht Länderspielen dieser Altersklasse gelang ihm das Führungstor beim 2:0-Erfolg gegen die Türkei.
Im Oktober 2018 gab er sein Debüt in der U18 gegen Usbekistan. Bei dem Spiel, das mit 1:1 endete, traf er zum zwischenzeitlichen 1:0.
Ein Jahr später, im September 2019 kam Ross zu seinem Debüt in der U19 gegen Japan.